# Lee Se-yeol
Lee Se-yeol (en coreano: 이 세열; Jeolla del Sur, 15 de octubre de 1990) es un luchador surcoreano de lucha grecorromana. Participó en Juegos Olímpicos de Londres 2012 consiguiendo un 18.º puesto en la categoría de 84 kg. Compitió en dos campeonatos mundiales consiguiendo un noveno puesto en 2009. Ganó una medalla de plata en los Juegos Asiáticos de 2010 y 2014. Campeón Asiático de 2010. Dos veces representó a su país en la Copa del Mundo, en el 2012 clasificándose en séptimo lugar. Segundo en Campeonato Mundial de Juniores del año 2010.